# Guayabal (República Dominicana)
Guayabal es un municipio al sur de la República Dominicana, perteneciente a la Provincia de Azua. Dicha comunidad fue creado en el año 1911 durante el gobierno de Eladio Victoria, en momentos que se daba en el país la guerra de los Quiquises, sus primeros habitantes fueron procedentes de Neyba, La Vega, San Juan de la Maguana y otras localidades de la República Dominicana entre los más conocidos están: Ceferino Batista Corcino, María Celenia Quezada Segura, Rumalda Morillo De Los Santos, etc. Año más tarde de su fundación, mediante el decreto número 216-04, fue elevado a Distrito Municipal perteneciente al Municipio Padre las Casas, Provincia Azua y a la categoría de Municipio, el 8 de marzo del año 2004, por el presidente Hipólito Mejía Domínguez.

## Límites
El municipio limita al norte con Padre Las Casas y Constanza, al oeste con Padre Las Casas, al este con Constanza, San José de Ocoa y Estebanía y al sur con Peralta y Estebanía.

## Distritos municipales
Está formado por el distrito municipal de:
| Nombre   | Código   |
| -------- | -------- |
| Guayabal | 05020901 |

## Economía
El municipio es productor de habichuelas, maíz y es la pionera en producir el pitipua o guisante, siendo el único en la provincia en producir ese suculento alimento.
En el área agrícola el municipio ha dado un giro pues el ganado caprino, ovino y el bovino han tenido un gran repunte. Existen también la producción de productos de ciclo corto, como auyama y maíz.
Guayabal también se ha convertido en los últimos años en uno de los principales productores de aguacates para exportación de la República Dominicana, siendo sus variedades las más producidas el Semil 34, el Hass, y el Carla el cual le ha dado un giro a la economía del municipio, con una producción que ronda los 200,000 000 (dos cientos) millones de pesos anuales  y se calcula que a partir del 2028 estaría superando los 2000,000 000 ( dos mil ) millones de pesos ya que hay más de 300,000 (trescientos mil) tareas sembradas el cual convertiría a Guayabal en uno de los municipios más productivos dela República Dominicana. Cabe destacar también la producción de productos como ajíes y tomates ya que cuenta con miles de metros de invernaderos.

## Ecoturismo
Las personas que visitan ven a Guayabal como una zona de futuro turístico, tanto montaña como de otra índole. Estas opiniones la testifican sus abundantes aguas en todo su alrededor y los diferentes Balnearios, Caños, Saltos y Norias. En Semana Santa Guayabal se convierte en uno de los lugares más visitados del sur para disfrutar de unas verdaderas vacaciones  por sus abundantes fuentes acuíferas y los extraordinarios  charcos que en ellas se hacen y dejan al visitante encantado.